# Sigmaplan

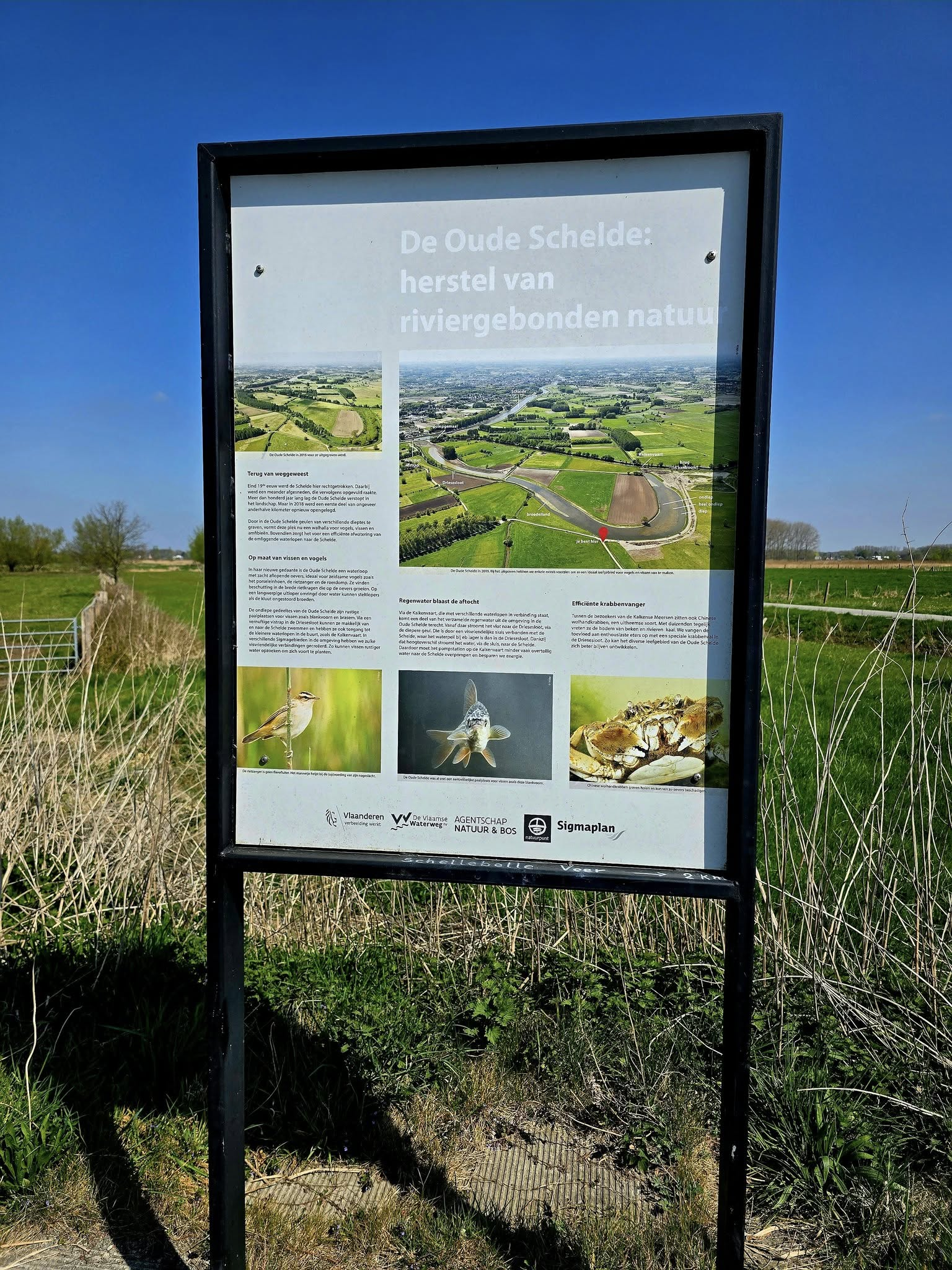
Sigmaplan Oude Schelde

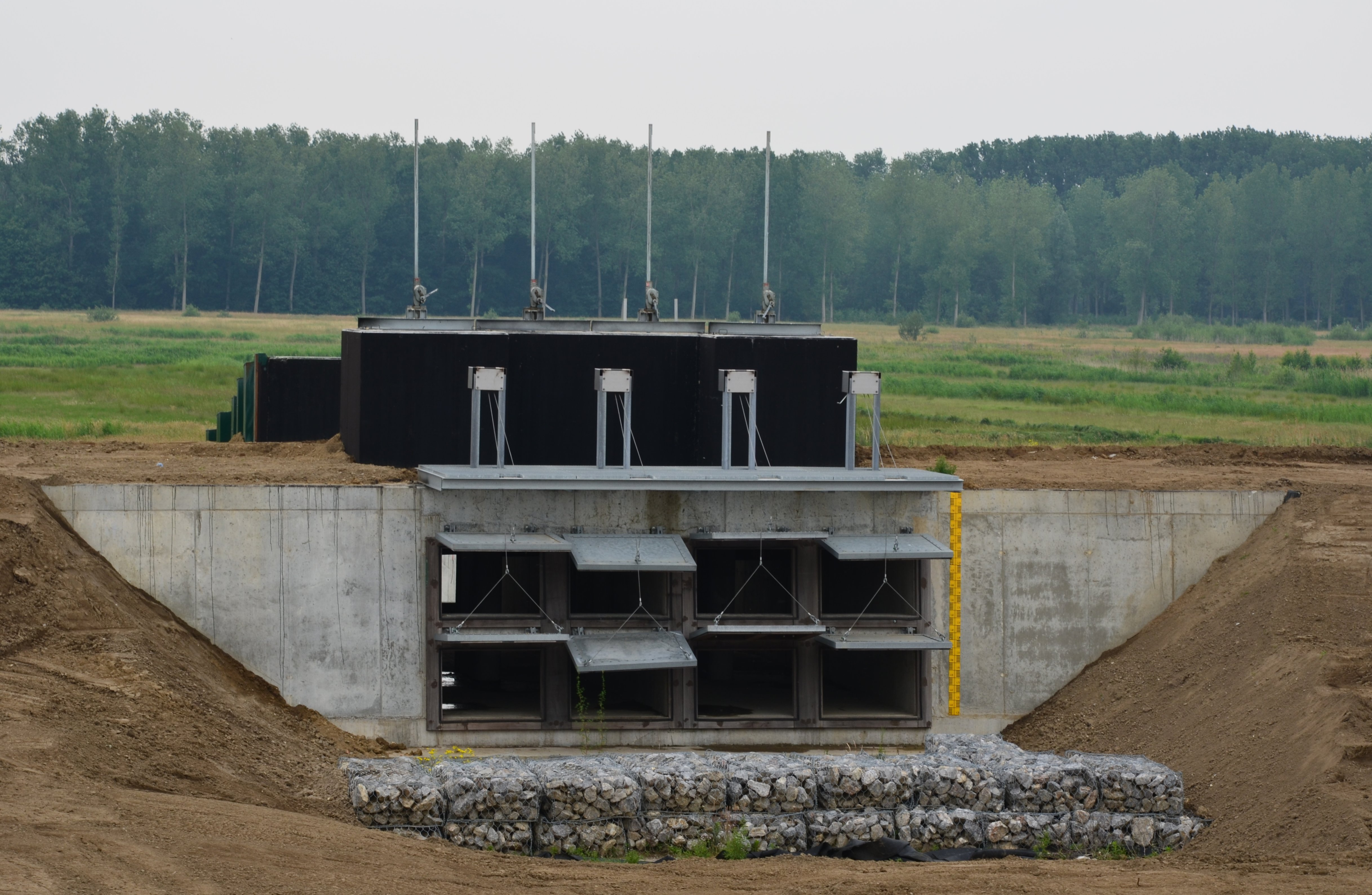
Bouw van een kanaal dat het waterniveau van Kruibeke, Bazel en Rupelmonde regelt.

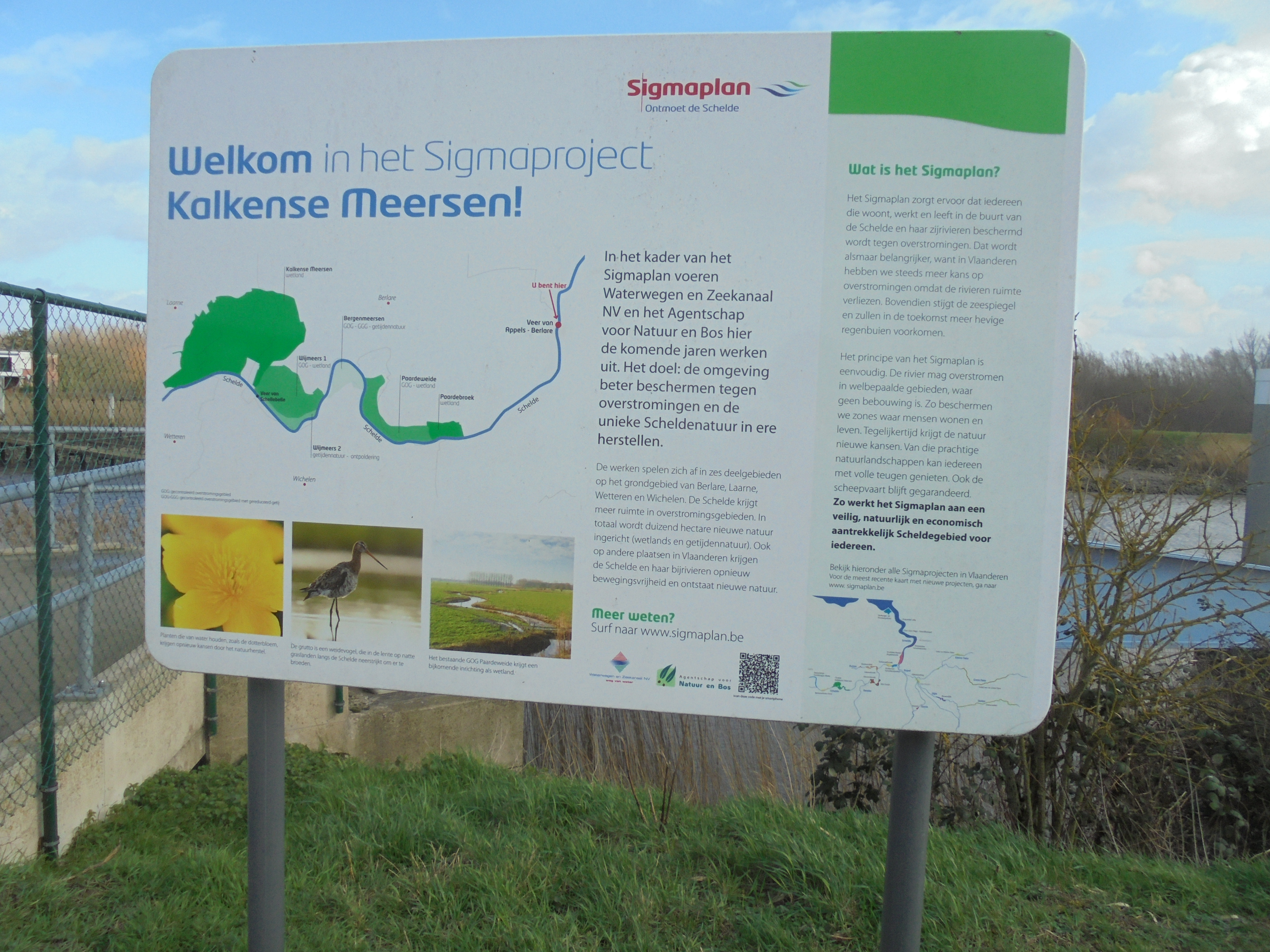
Sigmaplan Kalkense Meersen

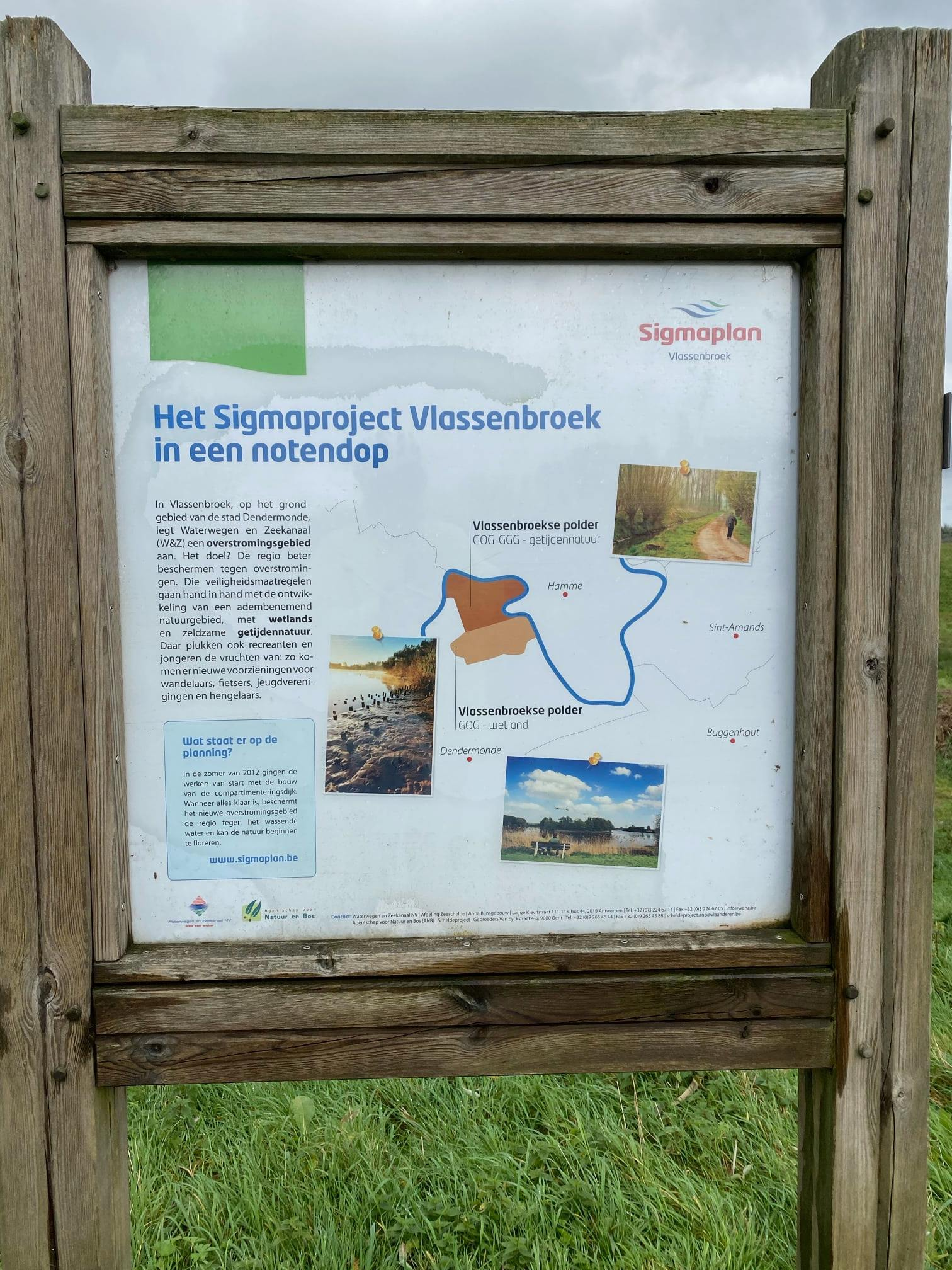
Sigmaplan Vlassenbroekse polder

Het Sigmaplan is een project van de Vlaamse overheid dat het risico op overstromingen rond de Schelde en haar zijrivieren moet verkleinen. Het kan worden beschouwd als de Vlaamse evenknie van het Nederlandse Ruimte voor de rivier. In 2030 worden de laatste plannen van het Sigmaplan afgewerkt en zouden de Schelde en haar zijrivieren klimaatbestendig zijn tot het jaar 2100.
Behalve watersnood voorkomen wil het Sigmaplan ook typische riviernatuur herstellen. In totaal neemt het Sigmaplan zowat 260 kilometer rivierenland onder handen.
Het Sigmaplan werd in 1977 gelanceerd door de overheid. De rechtstreekse aanleiding was de overstroming van (onder meer) Ruisbroek het jaar ervoor dien. Na een dijkbreuk liep toen niet alleen dat Antwerpse dorp volledig onder water, maar ook grote gebieden in de rest van Vlaanderen kwamen blank te staan.
De dijkbreuk werd veroorzaakt door een stormvloed: een hevige noordwesterstorm op de Noordzee in combinatie met springtij. De Schelde en haar zijrivieren staan voor een groot deel onder invloed van de getijden van de Noordzee. Het oorspronkelijke Sigmaplan omvatte drie ingrepen om stormtij op te vangen:
- het verhogen van de dijken langs de Schelde, Durme, Nete, Zenne en Rupel tot op Sigmahoogte;
- het aanleggen van dertien gecontroleerde overstromingsgebieden (GOG's);
- de bouw van een stormvloedkering in de Schelde ter hoogte van Oosterweel.

De dijkwerken en de overstromingsgebieden zijn grotendeels achter de rug. De bouw van de stormvloedkering werd geschrapt, omdat de kosten ervan niet zouden opwegen tegen de baten.
Door nieuwe wetenschappelijke inzichten en de klimaatverandering werd het Sigmaplan geactualiseerd. De nadruk kwam nog meer te liggen op ruimte voor de rivier. Dat gebeurt met speciaal ingerichte gecontroleerde overstromingsgebieden.
Het Sigmaplan streeft niet meer alleen naar verhoogde veiligheid, maar maakt ook werk van de Europese natuurdoelen door bijkomende natuurgebieden in te richten. Vaak bevinden die zich binnen de gecontroleerde overstromingsgebieden. De Vlaamse rivieren behouden dus in de mate van het mogelijke hun verschillende functies: natuurontwikkeling, recreatie, economische levensader en scheepvaart.

## Beheer, organisatie en budget
Het Sigmaplan wordt uitgevoerd door De Vlaamse Waterweg, in nauw overleg met het Agentschap voor Natuur en Bos en andere betrokken partijen. Het budget van de Vlaamse Waterweg voor het Sigmaplan wordt jaarlijks goedgekeurd door de Vlaamse regering. Was bij de start in 2004 hiervoor nog 50 miljoen euro per jaar voorzien, dan zou dit budget in 2019 sterk teruggelopen zijn.

## Vier pijlers
Het geactualiseerde Sigmaplan bevat vier pijlers: veiligheid, natuur, recreatie en economie.

### Veiligheid
De Lage Landen hebben een lange geschiedenis van wateroverlast. In Vlaanderen was de oorzaak vaak de invloed van de getijden van de Noordzee op de Schelde en haar zijrivieren. Dat kan bij stormvloed leiden tot extreem hoge waterstanden en overstromingen.
Om rampzalige overstromingen zoals die van 1953 en 1976 te voorkomen, lanceerde de overheid in 1977 het Sigmaplan. Dat bestond uit drie maatregelen: stevigere en hogere dijken voor het volledige bekken van de Zeeschelde, gecontroleerde overstromingsgebieden om uitzonderlijk hoge waterstanden op te vangen bij stormvloed en een stormvloedkering in Oosterweel, vlak bij Antwerpen.
Intussen staat de wetenschap heel wat verder dan destijds. Zo wordt nu algemeen aanvaard dat de opwarming van de aarde zal leiden tot meer extreme weersomstandigheden en de zeespiegel in de toekomst zal stijgen. Daarom werd het Sigmaplan in 2005 geactualiseerd of bijgestuurd volgens de huidige wetenschappelijke inzichten. De dijkverhogingen en gecontroleerde overstromingsgebieden bleven deel uitmaken van het plan, maar Vlaanderen zag toch af van een stormvloedkering, in tegenstelling tot Nederland. Die zou bijzonder duur geweest zijn en een veel grotere faalkans hebben dan gecontroleerde overstromingsgebieden. Een falende kering kan desastreuze gevolgen hebben voor achterliggende woonkernen.
De bouwstenen van het geactualiseerde Sigmaplan zijn:
- Dijkwerken: het Sigmaplan beschermt kwetsbare gebieden door lokaal dijken te verstevigen en te verhogen tot op Sigmahoogte. Dat is de uiteindelijke hoogte die de dijken volgens het plan zouden moeten hebben om ons te beschermen tegen bij noodweer: +11 meter TAW op de Zeeschelde tussen de Nederlandse grens en Oosterweel, +8.35 meter TAW op de Zeeschelde tussen Oosterweel en Temse en +8 meter TAW op de Zeeschelde tussen Temse en Gentbrugge en op de andere rivieren. De dijken worden telkens zo goed mogelijk ingepast in het omliggende landschap. Bovendien worden de dijken vaak deels opgetrokken met grond die in het projectgebied zelf of een nabijgelegen Sigmaproject werd afgegraven.
- Gecontroleerde overstromingsgebieden (GOG’s): De Schelde en haar zijrivieren krijgen opnieuw meer ruimte dankzij de gecontroleerde overstromingsgebie-den (GOG’s) van het Sigmaplan. Zo’n GOG kan bij noodweer veilig onder water stromen, waardoor het waterpeil van de rivier daalt en bewoonde gebieden niet bedreigd worden.

Alleen bij een stormvloed – één of twee keer per jaar dus – stromen GOG’s onder water. De wind stuwt een vloedgolf dan de Schelde binnen en doet het waterpeil stijgen. Door de dijken op nauwkeurig uitgekozen locaties te verlagen kan de Schelde veilig het GOG binnenstromen. Het GOG zelf is omgeven door een hogere en stevige ringdijk. Zo zijn omliggende woongebieden beschermd tegen watersnood. Na een overstroming kan het opgevangen water uit het GOG terugvloeien naar de rivieren via uitwateringssluizen. Een andere manier om de rivier meer ruimte te geven, is ontpoldering. Daarbij wordt landinwaarts een nieuwe dijk opgetrokken. Via bressen in de oude dijk stroomt het getij vrijuit (ongereduceerd dus) het ontpolderde gebied binnen. Ontpolderingen milderen de kracht van een stroom. Zo wordt de druk op de dijken stroomopwaarts kleiner, net als het risico op overstromingen.

### Natuur
De meeste overstromingsgebieden van het Sigmaplan zullen alleen onder water stromen bij extreme weersomstandigheden. De rest van de tijd ontwikkelt er zich zeldzaam geworden natuur.
Zo draagt het Sigmaplan bij tot de Europese natuurdoelen voor Vlaanderen. Samen hebben de Europese lidstaten bepaald dat ze hun waardevolle leefgebieden beter willen beheren, om de typisch Europese dieren en planten te beschermen en in stand te houden.  Samen vormen deze gebieden het Natura 2000-netwerk (Schelde en Durme-estuarium van de Nederlandse grens tot Gent) en de kern van Nationaal Park Scheldevallei. Sommige gebieden worden elke dag blootgesteld aan eb en vloed door slimme sluizen in de rivierdijken. In zulke GOG’s met gereduceerd getij (of GGG’s) ontstaat unieke getijdennatuur  in de vorm van slikken en schorren. Die vormen zich ook in ontpolderde gebieden, waar bressen in de Scheldedijk ervoor zorgen dat het ontpolderde gebied vrijuit onder invloed staat van de getijden.
Andere overstromingsgebieden krijgen een invulling als drasland. In die drassige zones staat het grondwaterpeil zeer hoog, wat het geschikt maakt voor bijvoorbeeld rietmoerassen, natte graslanden of elzenbroekbossen. Deze typische riviernatuur herbergt een grote variatie aan dieren en planten. Er zijn ook Sigmagebieden die een natuurlijke invulling krijgen als ‘zuiver’ drasland. Die zuivere draslanden hebben geen functie als overstromingsgebied. Wel doen ze dienst als een spons die het overtollige regenwater vasthoudt en vertraagd afvoert naar de rivier. 
Voor het natuurluik van het Sigmaplan is het Agentschap voor Natuur en Bos verantwoordelijk.

### Recreatie
Van de unieke natuur in en rond de projectgebieden van het Sigmaplan profiteren niet alleen allerlei planten en dieren. Ook de mens kan er met uiteenlopende recreatievormen zijn hart aan ophalen. 
Veel van de Sigmagebieden worden ideale plekken om te wandelen, fietsen, vissen of varen. Voor de natuurkenners- en liefhebbers komen er vogelkijkhutten, uitkijkpunten en knuppelpaden. De jeugd kan dan weer terecht in verschillende speelbossen, om de natuur te ontdekken op een ontspannende manier.
Zo staat er in het Sigmaproject Cluster Kalkense Meersen een interactieve infokeet, die scholen of groepen kunnen bezoeken.  Kinderen leren er op een ontspannende manier bij over het Sigmaplan, de dieren en planten uit hun omgeving en de lokaal opgegraven archeologische vondsten. 
Aan de Dijlemonding in Mechelen en Willebroek blijft de Grote Vijver zelfs grotendeels voorbehouden voor watersport. De Mechelse Waterski Klub kan er ook na de werken van het Sigmaplan nog terecht en krijgt zelfs een nieuwe infrastructuur.   
In de Polders van Kruibeke wordt het Sigmaplan dan weer gekoppeld aan cultuur. Kunstenaar Koen Vanmechelen ontwierp voor het gebied zijn 34ste ‘CosmoGolem’, een 6 meter hoge houten reus.  Ook in Mumbai (India) en Arusha (Tanzania) staan al CosmoGolems. Ze staan symbool voor de universele kinderrechten, tolerantie en diversiteit. Een klas van elke Kruibeekse school woonde de inwijding van de reus bij.

### Economie
De Schelde is de levensader van de Antwerpse en Vlaamse economie. De rivier vormt een belangrijke Europese scheepvaartroute, waarlangs tonnen goederen worden vervoerd. Duizenden mensen zijn tewerkgesteld bij bedrijven in de havens en op de oevers van de Schelde. Het Sigmaplan probeert het rivierenland dan ook te ontwikkelen zonder dat het moet inboeten aan economische slagkracht. 
Het Sigmaplan bevat ook een ‘flankerend landbouwbeleid’.  Bij sommige projecten moeten landbouwers namelijk grond afstaan om de veiligheid van een gebied te verhogen. Om getroffen landbouwers te begeleiden en te compenseren werkten landbouwexperts en de Vlaamse Regering flankerende maatregelen uit. Zo willen ze landbouwbedrijven langs de Schelde leefbaar houden.
Landbouwers die grond moeten afstaan, kunnen die bijvoorbeeld omruilen voor een grond buiten het projectgebied. Daarvoor werd een grondenbank opgericht. Een andere mogelijkheid is dat de landbouwer helpt bij het omvormingsbeheer van de landbouwgronden. Via een goed uitgestippeld beheer worden de gronden daarbij gefaseerd omgevormd tot drasland.  Dat gebeurt bijvoorbeeld in de deelgebieden Kalkense Meersen en Paardeweide van het Sigmaproject Cluster Kalkense Meersen.  Lokale landbouwers helpen daar bij het aangepaste hooibeheer en beschikken er over speciale toegangswegen voor hun landbouwvoertuigen.

## Stand van zaken
In 2030 moet het Sigmaplan volledig uitgevoerd zijn. Om de vijf jaar worden nieuwe projecten opgestart. Terwijl de ene reeks volop in uitvoering is, wordt de andere voorbereid. Momenteel is dat het geval voor de Sigmaprojecten die van de Vlaamse Regering ten laatste in 2010 en 2015 moesten worden opgestart. Sommige daarvan zijn zelfs al voltooid. De Polders van Kruibeke vormden het laatste GOG van het oorspronkelijke Sigmaplan dat nog in gebruik moet worden genomen. Het is meteen het grootste overstromingsgebied van Vlaanderen. Behalve bescherming tegen overstromingen biedt het GOG ook extra kansen voor natuur. In een deel van de polders worden elzenbroekbossen en de kreken in ere hersteld met de steun van het Europese LIFE+-programma.

### 2010-projecten
Alle Sigmaprojecten die in 2010 moesten starten, bevinden zich in de uitvoeringsfase. Het gaat om:
- Hedwige-Prosperproject: in dit grensoverschrijdende project zou Vlaanderen de Prosperpolder (Beveren) ontpolderen en Nederland de Hedwigepolder (Hulst). Naar verwachting zouden de werken op het Vlaamse grondgebied tegen midden 2015 klaar zijn. In Nederland werd het inrichtingsplan voor de Hedwigepolder feller gecontesteerd,[17] maar in november 2014 besliste de Nederlandse Raad van State dat de bezwaren tegen de ontpoldering ongegrond waren.[18] De geplande werken kunnen dus worden uitgevoerd.
- Doelpolder Noord en Midden: net als de Prosperpolder ligt de Doelpolder op het grondgebied van de gemeente Beveren. Het project zou normaal pas van start gaan in 2025, maar wordt al eerder ingericht. Het gaat de verdere ontwikkeling van het Antwerpse havengebied op de linkeroever van de Schelde vooraf. Zo wordt voorkomen dat de havenontwikkeling negatieve effecten heeft op de natuur. In juni 2014 werd het onteigeningsplan goedgekeurd door de Vlaamse Regering.[19]
- Cluster Kalkense Meersen: de Cluster Kalkense Meersen omvat verschillende deelgebieden in de gemeenten Berlare, Laarne, Wetteren en Wichelen. Enkele deelgebieden zijn al volledig ingericht. Zo werd het overstromingsgebied Bergenmeersen al in 2013 in gebruik genomen. Ook Paardeweide trad in de zomer van 2014 in werking, eind 2015 volgen wellicht ook Wijmeers 1 en 2.
- Vlassenbroek: in Dendermonde bevindt zich het projectgebied Vlassenbroek. Het bestaat uit een noordelijk en zuidelijk deel, waar respectievelijk getijdennatuur en drasland komen te liggen. De werken zijn er momenteel nog lopende.
- Wal-Zwijn: in Wal-Zwijn (Hamme) komt er een gecontroleerd overstromingsgebied met een drasland. Eerder werd er al een zandstock aangelegd om de ringdijk van dit gebied te bouwen. De aanbesteding van de werken in de deelgebieden Groot Schoor en Grote Wal – Kleine Wal – Zwijn is in 2015 voorzien.
- Dijlemonding: in twee deelgebieden (Zennegat en Grote Vijver) van de Cluster Dijlemonding (Mechelen en Willebroek) zijn de werken al begonnen. In Heindonk wordt ten vroegste in 2016 een nieuwe ringdijk aangelegd.
- Durmevallei: dit project heeft deelgebieden in de gemeenten Hamme, Lokeren, Temse, Waasmunster en Zele. De aanleg van de ringdijk in het GOG-GGG De Bunt wordt in 2014 aanbesteed en zal drie tot vijf jaar duren. De werken voor de ringdijk in de ontpoldering Klein Broek wordt pas in 2015 aanbesteed. In de ontpoldering Groot Broek gaan de werken wellicht pas van start nadat De Bunt en Klein Broek voltooid zijn. Vervolgens worden Weymeerbroek, Bulbierbroek, Hof ten Rijen en Hagemeersen ingericht als drasland.

### 2015-projecten
- Vallei van de Grote Nete: dit projectgebied ligt versnipperd over de gemeenten Herenthout, Heist-op-den-Berg, Hulshout, Herselt, Westerlo, Geel, Laakdal en Nijlen. Wellicht kunnen de werken er starten in 2015.
- Cluster Nete en Kleine Nete: gebieden in Duffel, Lier, Grobbendonk, Nijlen en Zandhoven behoren tot de Cluster Nete en Kleine Nete. In de zomer van 2014 werden de inrichtingsplannen voorgesteld aan de plaatselijke bevolking.[20] Daarna werd de voorbereiding van formele procedures zoals de MER en het GRUP aangevat.
- Cluster Bovendijle: de deelgebieden van dit Sigmaproject bevinden zich in Bonheiden en Haacht. In een deel ervan blijft de landbouwfunctie behouden. In 2011 maakten de omwonenden kennis met het inrichtingsplan. Sindsdien werden de formele procedures doorlopen. Momenteel worden de werken voorbereid.
- Scheldemeander Gent-Wetteren: dit Sigmaproject omvat twee deelprojecten: de overstromingsgebieden Bastenakkers-Ham en de Zeeschelde tussen Gentbrugge en Melle. De inrichtingsplannen werden in het voorjaar van 2012 voorgesteld aan de bevolking. Sindsdien werd ook voor dit project het MER en het GRUP uitgewerkt.
- Cluster Bornem: alle deelgebieden van dit Sigmaproject liggen in de gemeente Bornem. In oktober 2014 kon het grote publiek kennismaken met het inrichtingsplan om Klein-Brabant veiliger en natuurlijker te maken.
- Schouselbroek: Het projectgebied Schouselbroek in Temse krijgt in de loop van 2015 een concreet inrichtingsplan.
- Dorent: in het Sigmaproject Dorent, gelegen in Zemst en Vilvoorde, worden de soortenrijke graslanden met de zeldzame grote pimpernel hersteld. Begin 2015 verwachten we het afgewerkte inrichtingsplan en kan het terreinwerk worden voorbereid.
- Demervallei: het deel van de Demervallei dat door het Sigmaplan onder handen wordt genomen, strekt zich uit van Diest tot Rotselaar. Ook rond het inrichtingsplan voor dit project werden infomarkten georganiseerd in maart en april 2013. De formele procedures van het MER en de Maatschappelijke kosten-batenanalyse zijn hier nog aan de gang.

Andere nieuwe of hernomen projecten voor de periode 2015-2019 zijn:
- Antwerpse Scheldekaaien
- Cluster Kalkense Meersen
- Dijkwerken
- Dijlemonding
- Durmevallei
- Hedwige-Prosperproject
- Lippenbroek
- Ontpoldering Lillo
- Polders van Kruibeke
- Vlassenbroek
- Wal-Zwijn

### Dijkwerken
Een groot deel van de geplande dijkverhogingen werd al afgewerkt. Een recent voorbeeld zijn de dijken van Fort Sint-Philips tot Noordkasteel langs de Rechterscheldeoever, waar 4,4 kilometer dijk werd opgetrokken.
Intussen zijn ook de werken aan de Antwerpse Scheldekaaien hervat. Eerst worden de historische kaaimuren verstevigd. Daarna worden de Scheldekaaien volledig heraangelegd, zodat ook Antwerpen beschermd is tegen stormvloed.
Op Linkerscheldeoever worden van 2014 tot 2015 nog dijkwerken uitgevoerd in Blokkersdijk, vlak bij het Sint-Annabos.
Op Rechterscheldeoever worden dijkwerken voorbereid in Wetteren, Kwatrecht, Dendermonde en Schoonaarde. Ook tussen Fort Sint-Filips en de Potpolder van Lillo komt een lange, hoge dijk.

## Sinterklaasstorm 2013
De eerste grote test voor de werken van het Sigmaplan was de Sinterklaasstorm van 5 en 6 december 2013. Tijdens die storm, die zich in heel Europa deed voelen, stond het water in Oostende het hoogste sinds de watersnood van 1953. Twaalf Sigmagebieden die toen al klaar waren traden in werking en bewezen hun nut. Het ging onder meer om het Tielrodebroek in Hamme, Paardeweide en Bergenmeersen in Wichelen en Berlare en Polder van Lier in Lier.
Ook de Antwerpse Scheldekaaien in Antwerpen liepen ’s ochtends vroeg onder water. Er werd een waterpeil van 7,23 TAW gemeten, 1,49 meter hoger dan het normale waterpeil. De poorten van de waterkeringsmuur werden gesloten, waardoor de binnenstad van wateroverlast gespaard bleef.
Die waterkeringsmuur werd gebouwd voor het oorspronkelijke Sigmaplan. De betonnen muur is 5,5 kilometer lang en 1,35 meter hoog, maar voldoet vanwege de klimaatverandering, en de daaraan gekoppelde zeespiegelstijging, niet meer als bescherming tegen wateroverlast voor Antwerpen. Om klimaatbestendig te zijn, moet hij 90 centimeter hoger worden.